# 池田幸太
池田 幸太（いけだ こうた、1997年2月8日 - ）は、日本の男子バレーボール選手である。

## 来歴
鹿児島県指宿市出身。兄の影響で小学3年生からバレーボールを始める。
鹿児島商業高等学校を卒業後、福岡大学に進学。2018年にはいわさきBlueWaveの選手として第8回全国6人制リーグ総合優勝大会西部決勝リーグに出場した。
2018/19シーズン、V.LEAGUE DIVISION1 MEN（V1男子）に所属するVC長野トライデンツの内定選手となった。内定選手としてV1の試合に出場し、Vリーグデビューを果たした。
2019年、大学卒業後に、VC長野トライデンツに入団した。2021年、VC長野の副主将に就任。2022年、同チームの主将に就任した。
2023年、2022-23シーズンをもってVC長野トライデンツを退団した。
2023年シーズンはVリーグチームに所属せず。地元鹿児島県で行われた第75回国民体育大会では鹿児島県代表でプレーし、3位入賞に貢献した。
2024年5月、韓国Vリーグのアジア枠トライアウトに参加したが、ドラフト指名には至らなかった。
2024年7月、ヴォレアス北海道への入団が発表された。

## 人物
- 兄の池田龍之介は近畿クラブ、大分三好、つくばユナイテッドを経てタイリーグのアジアGSサムットサーコーンでプレーした[11][12]。

## 所属チーム
- 鹿児島商業高等学校（2012-2015年）
- 福岡大学（2015-2019年）
  - いわさきBlueWave（2018年）
- VC長野トライデンツ（2019-2023年）
- ヴォレアス北海道（2024年-）